# El Caulote
El Caulote är en ort i Mexiko.   Den ligger i kommunen Candelaria Loxicha och delstaten Oaxaca, i den sydöstra delen av landet, 500 km sydost om huvudstaden Mexico City. El Caulote ligger 140 meter över havet och antalet invånare är 245.
Terrängen runt El Caulote är kuperad åt nordväst, men åt sydost är den platt. Runt El Caulote är det ganska glesbefolkat, med 48 invånare per kvadratkilometer. Närmaste större samhälle är San Pedro Pochutla, 11,9 km sydost om El Caulote. I omgivningarna runt El Caulote växer huvudsakligen savannskog.